# Aeroportul Ulyanovsk Baratayevka
Aeroportul Ulyanovsk Baratayevka (IATA: ULV, ICAO: UWLL) este un aeroport din Regiunea Ulianovsk, Rusia ce deservește zona Ulianovsk. Aeroportul a fost tranzitat în 2021 de 554.758 de pasageri. A fost numit după zona deservită.
Situat la o altitudine de 141 m, aeroportul dispune de 1 pistă.

## Infrastructură

### Piste
Aeroportul dispune de o singură pistă. Pista are orientarea 03/21. 